# Beauzelle
Beauzelle (em occitano:  Bausèla) é uma comuna francesa na região administrativa da Occitânia, no departamento do Alto Garona. Estende-se por uma área de 4.42 km², com 6.676 habitantes, segundo o censo de 2018, com uma densidade de 1.500 hab/km².